# Дойч, Эрнст
Эрнст Дойч (нем. Ernst Deutsch; 16 сентября 1890, Прага, Австро-Венгрия, ныне Чехия — 22 марта 1969, Берлин, Германия) — австрийский и немецкий актёр.

## Биография
Родился в еврейской семье: отец — коммерсант Людвиг Дойч, мать — Луиза Краус. Дебютировал на сцене Пражского театра. В 1920—1930-х годах работал в театрах Вены, Дрездена и Берлина. В кино дебютировал в 1916 году («Месть умершей»). Снимался у таких режиссёров, как Пауль Вегенер, Эвальд Андре Дюпон, Рихард Освальд, Хенрик Галеен, Джо Мэй, Ханс Штайнхоф, Жюль Дассен, Георг Вильгельм Пабст, Кэрол Рид, Вольфганг Либенайнер и других. После прихода в Германии к власти нацистов в 1933 году вынужден был эмигрировать — сначала в Великобританию, а в 1938 году — в США, где снимался под псевдонимом Эрнст Дориан. В 1947 году вернулся в Вену, где стал выступать на сцене Бургтеатера. В 1951 году перебирается в Западный Берлин; становится актёром разных театров, снимается в кино и на телевидении. Погиб в железнодорожной аварии на пути из Цюриха в Мюнхен. Похоронен на еврейском кладбище в Берлине.
В 1973 году городской театр Гамбурга стал носить имя актёра Ernst-Deutsch-Theater.

## Фильмография

### Актёр
- 1916 — Месть умершей / Die Rache der Toten — Шрайбер
- 1918 —  / Die zweite Frau — иезуит
- 1918 — Пиковая дама / Pique Dame — граф Сен-Жермен
- 1918 — Апокалипсис / Apokalypse (к/м)
- 1919 —  / Irrungen — Франц, работник
- 1919 — Гейша и самурай / Die Geisha und der Samurai
- 1919 —  / Die Frau im Käfig
- 1919 —  / Blondes Gift
- 1919 —  / Der Galeerensträfling — Galeerensträfling
- 1919 —  / Vom Schicksal erdrosselt
- 1919 — Аладдин и волшебная лампа / Aladdin und die Wunderlampe
- 1919 —  / Fluch der Vergangenheit
- 1919 —  / Die Tochter des Henkers
- 1919 — Сандомирский монастырь / Das Kloster von Sendomir
- 1920 — Моника – певчая птичка / Monika Vogelsang — Йоханнес Вальтершпиль
- 1920 —  / Gerechtigkeit
- 1920 —  / Erpreßt
- 1920 —  / Die Jagd nach dem Tode
- 1920 —  / Die Jagd nach dem Tode 2.Teil: Die verbotene Stadt
- 1920 — Голем, как он пришёл в мир / Der Golem, wie er in die Welt kam — прислужник раввина
- 1920 — Юдит Трахтенберг / Judith Trachtenberg — брат Юдит
- 1920 — С утра до полуночи / Von morgens bis mitternacht — кассир
- 1921 —  / Brennendes Land — викарий Бенедикт
- 1921 — Леди Годива / Lady Godiva
- 1922 —  / Die Dame und der Landstreicher
- 1922 — Конец герцога Ферранте / Herzog Ferrantes Ende — Орландо
- 1922 — Борьба за себя / Der Kampf ums Ich
- 1923 — Пагода / Die Pagode
- 1923 — Жгучая тайна / Das brennende Geheimnis
- 1923 — Старый закон / Das alte Gesetz — Борух / его сын
- 1924 — Дебет и кредит / Soll und Haben — Бернхард
- 1926 — Жизнь за жизнь / Dagfin — Асарян, армянин
- 1927 —  / Das Frauenhaus von Rio — Boydell
- 1927 —  / Zwei unterm Himmelszelt — Pierre Marescot, Eintänzer
- 1928 — Артисты / Artisten — иллюзионист Маранофф
- 1936 — Женитьба Корбала / The Marriage of Corbal — беглец
- 1940 — Мужчина, за которого я вышла замуж / The Man I Married — Отто
- 1941 — Так кончается наша ночь / So Ends Our Night — доктор Бер
- 1942 — Узник Японии / Prisoner of Japan — Мацуру
- 1942 —  / Enemy Agents Meet Ellery Queen — Dr. Morse, Lido Club Physician
- 1942 — Снова вместе в Париже / Reunion in France — капитан
- 1943 — Луна зашла / The Moon Is Down — Maj. Hunter
- 1943 —  / Night Plane from Chungking — Major Brissac
- 1945 — Остров мёртвых / Isle of the Dead — доктор Дроссос
- 1948 — Процесс / Der Prozeß — Шарф, прислужник в храме
- 1949 — Третий человек / The Third Man — «барон» Курц
- 1952 —  / Wenn abends die Heide träumt
- 1958 — Себастьян Кнайп / Sebastian Kneipp — папа Лев XIII
- 1962 — Перед заходом солнца / Vor Sonnenuntergang — Geheimrat Clausen (ТВ)

## Награды
- 1948 — Кубок Вольпи за лучшую мужскую роль второго плана 9-го Венецианского кинофестиваля («Процесс»)